# Nuntă de argint

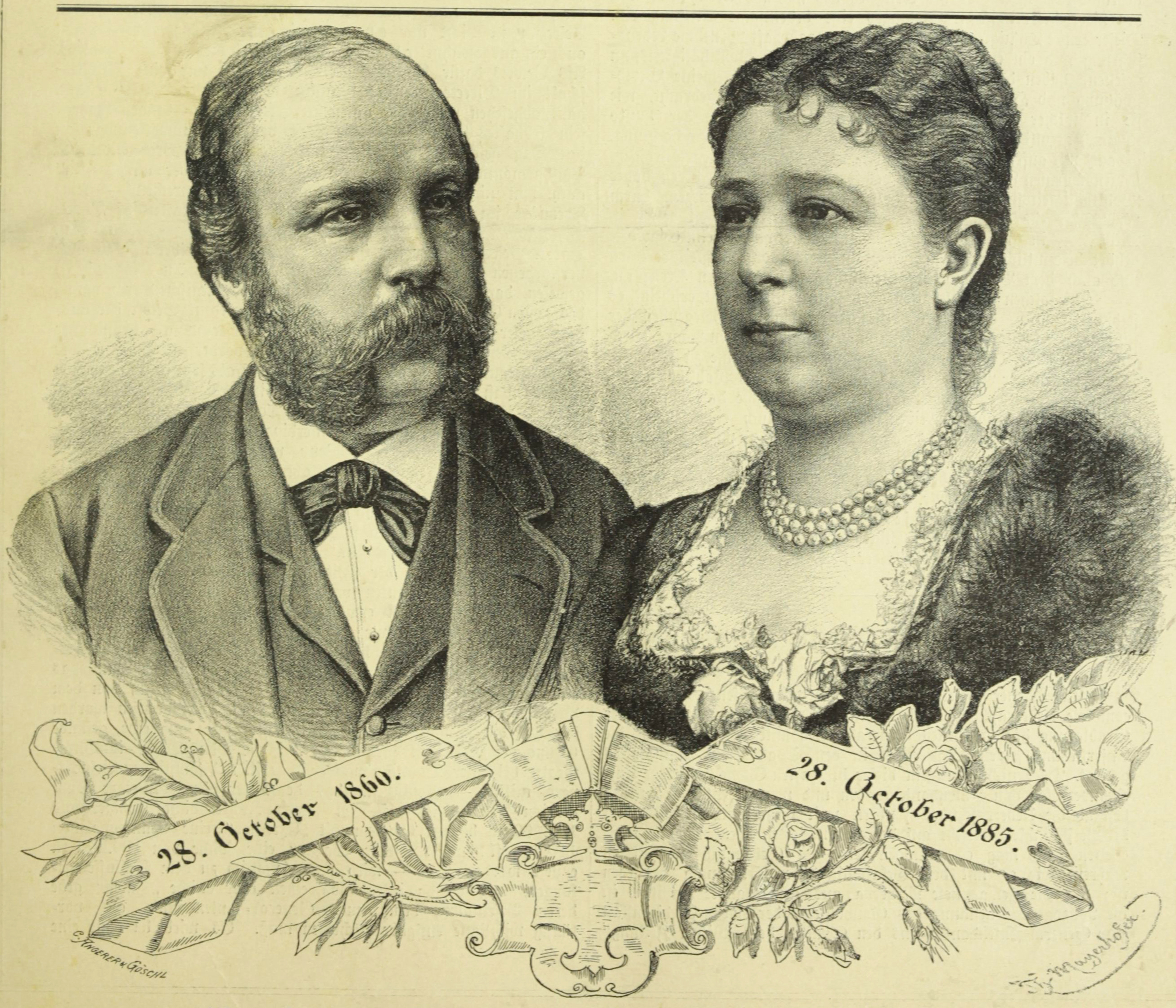
Portretul bancherului Moriz von Königswarter și a filantroapei Charlotte von Königswarter (născută Wertheimstein) cu ocazia aniversării nunții lor de argint (1885)

Nunta de argint este a 25-a aniversare a căsătoriei. Este prima dintre aniversările căsătoriei care ar trebui sărbătorită pe scară largă.
Masa festivă pentru aniversare este adesea servită cu argintărie. Adesea este sărbătorită în același loc în care cuplul a făcut schimb de inele. Evenimentul poate fi sărbătorit simplu, modest, fără cheltuieli inutile, cuplul vine la biserică și preotul le oficiază ceremonia solicitată, adică slujba de mulțumire cuvenită.
Cuplul poartă pe inelare verighetele din argint, lângă cele de aur.